# Côte (botanique)
Pour les articles homonymes, voir Côte.

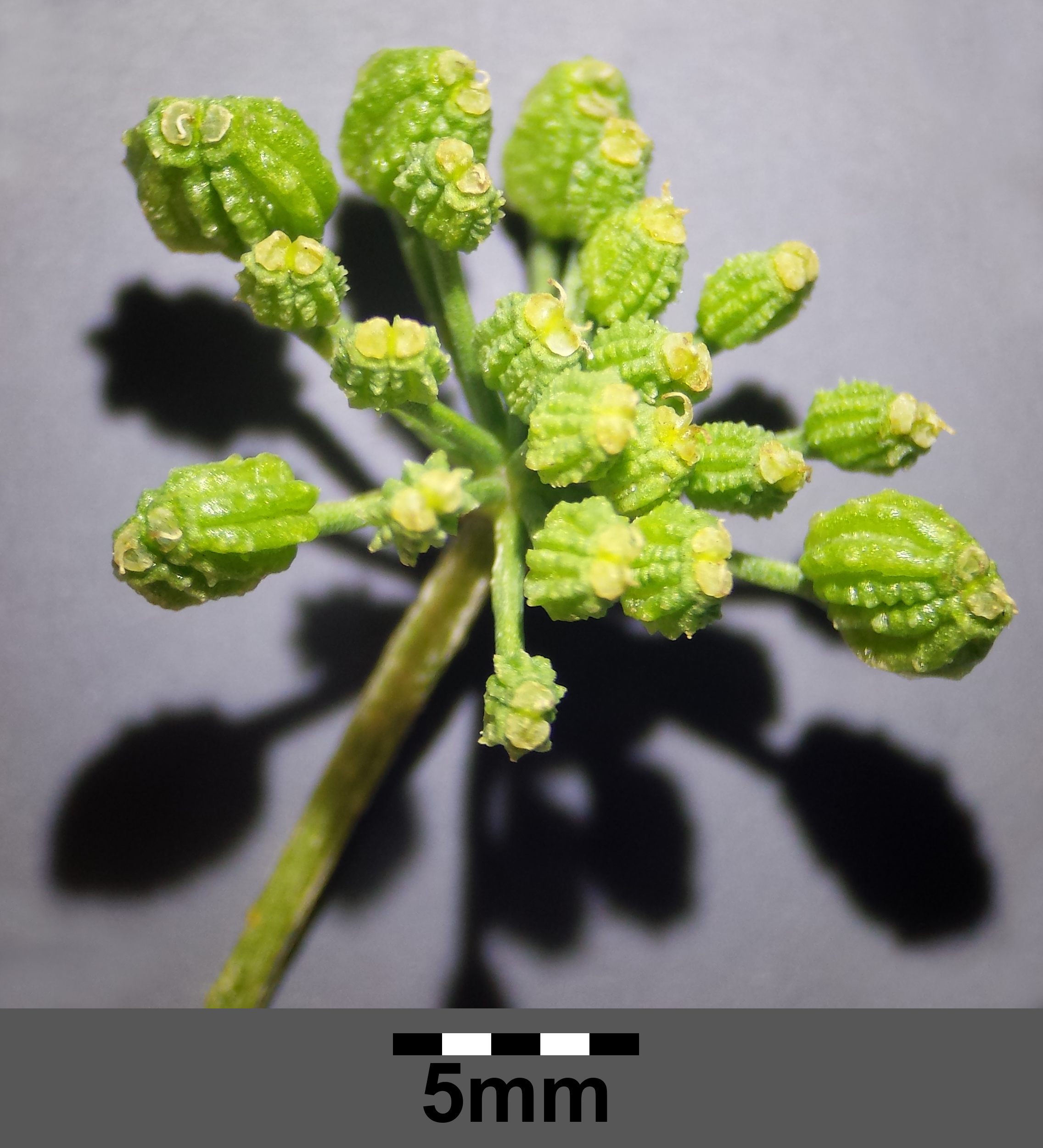
Fruits immatures de Grande Cigüe (Conium maculatum), présentant des irrégularités formées des côtes et des vallécules.

En botanique, les côtes sont des arêtes parcourant certains fruits et représentant des nervures ou des décurrences.
Une côte primaire est une côte du fruit d'une Ombellifère naissant au droit d'un faisceau cribro-vasculaire. Elle est dite « carénale » lorsqu'elle est opposée à la commissure du fruit, « suturale » lorsqu'elle naît au voisinage de la commissure. Une côte secondaire est une côte du fruit d'une Ombellifère naissant entre les côtes primaires, parfois vis-à-vis d'une bandelette, et constituée d'une masse de parenchyme ne contenant pas de faisceau cribro-vasculaire.

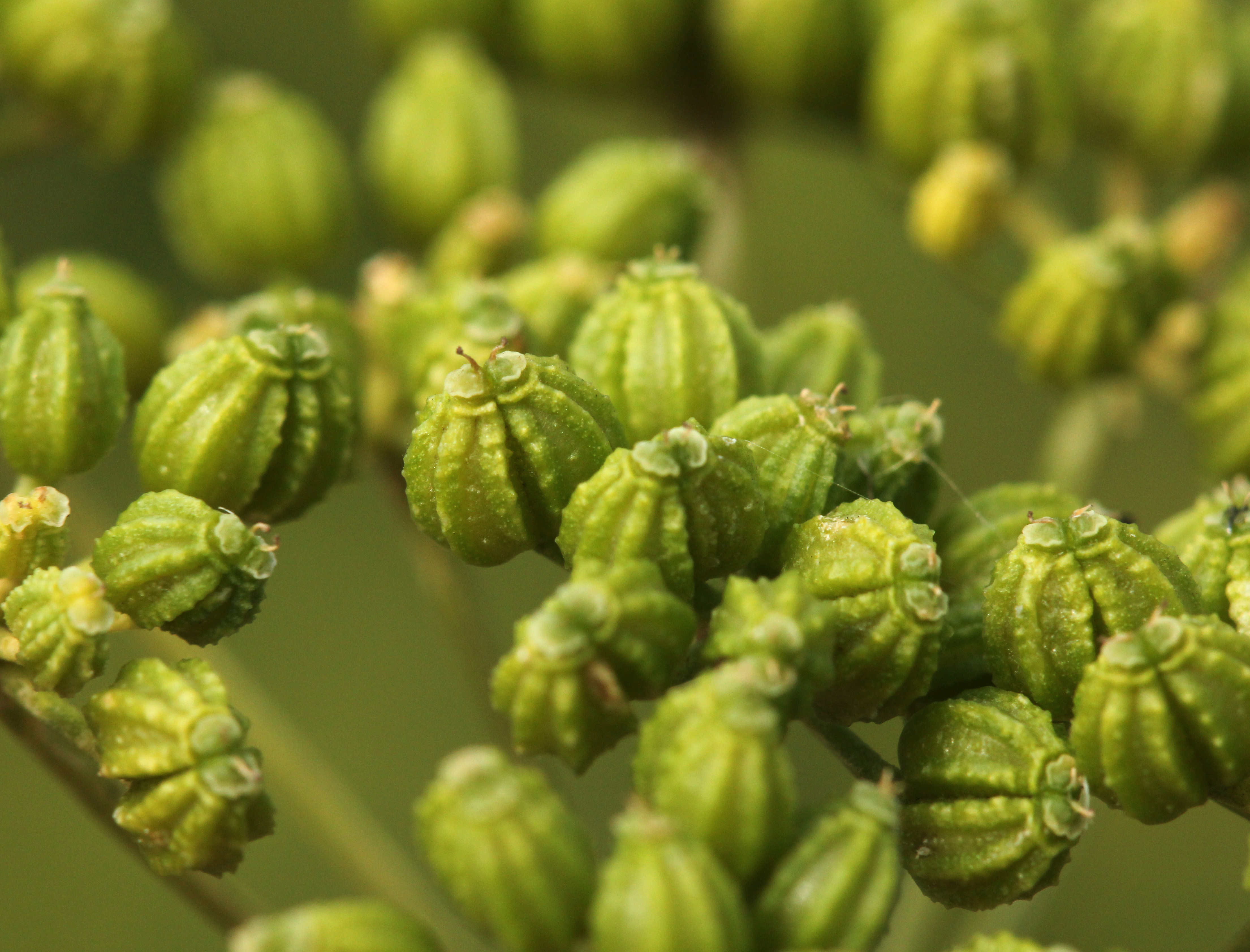
Fruits de Grande Cigüe (Conium maculatum).
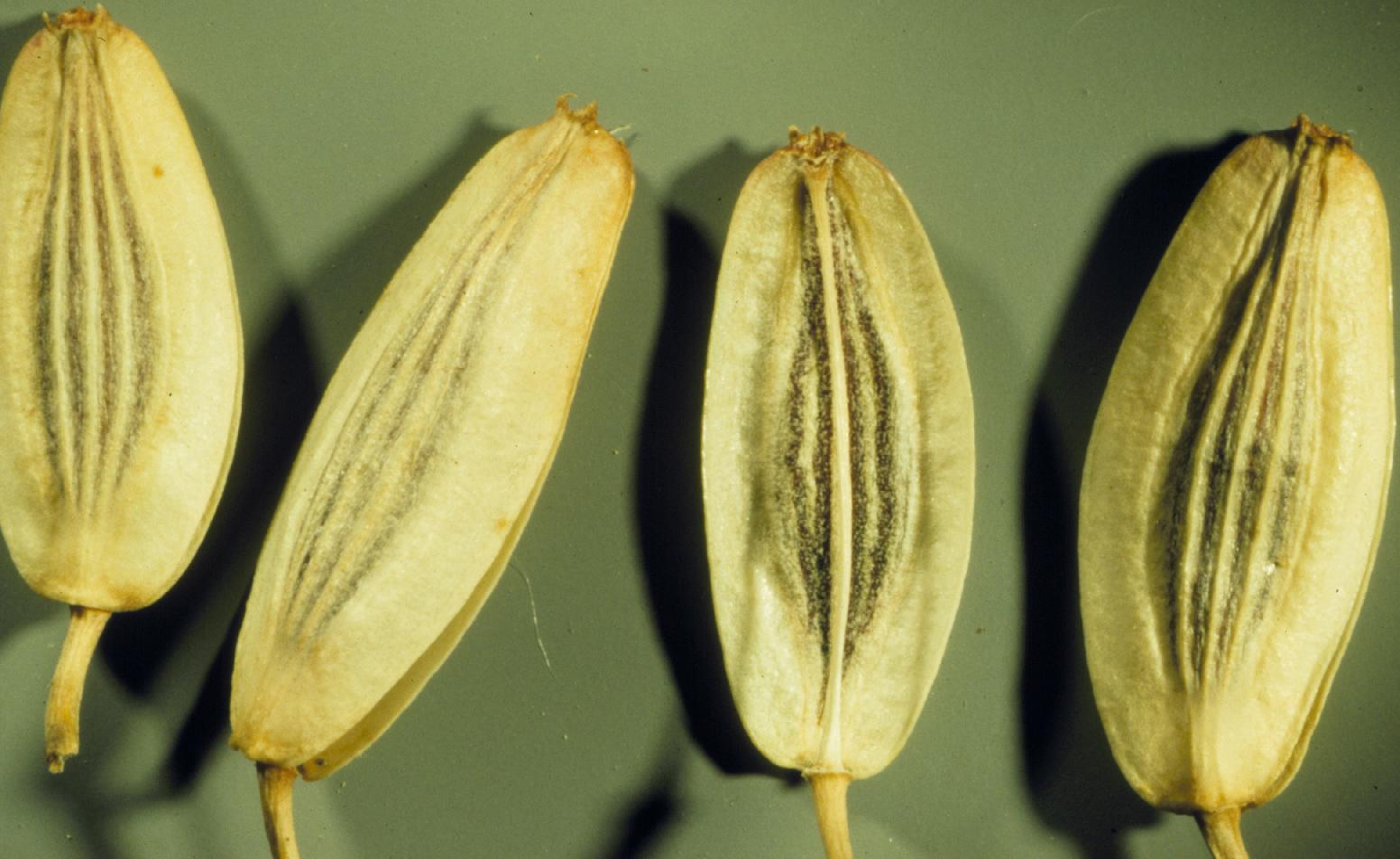
Fruits de Lomatium à gros fruits (Lomatium macrocarpum).
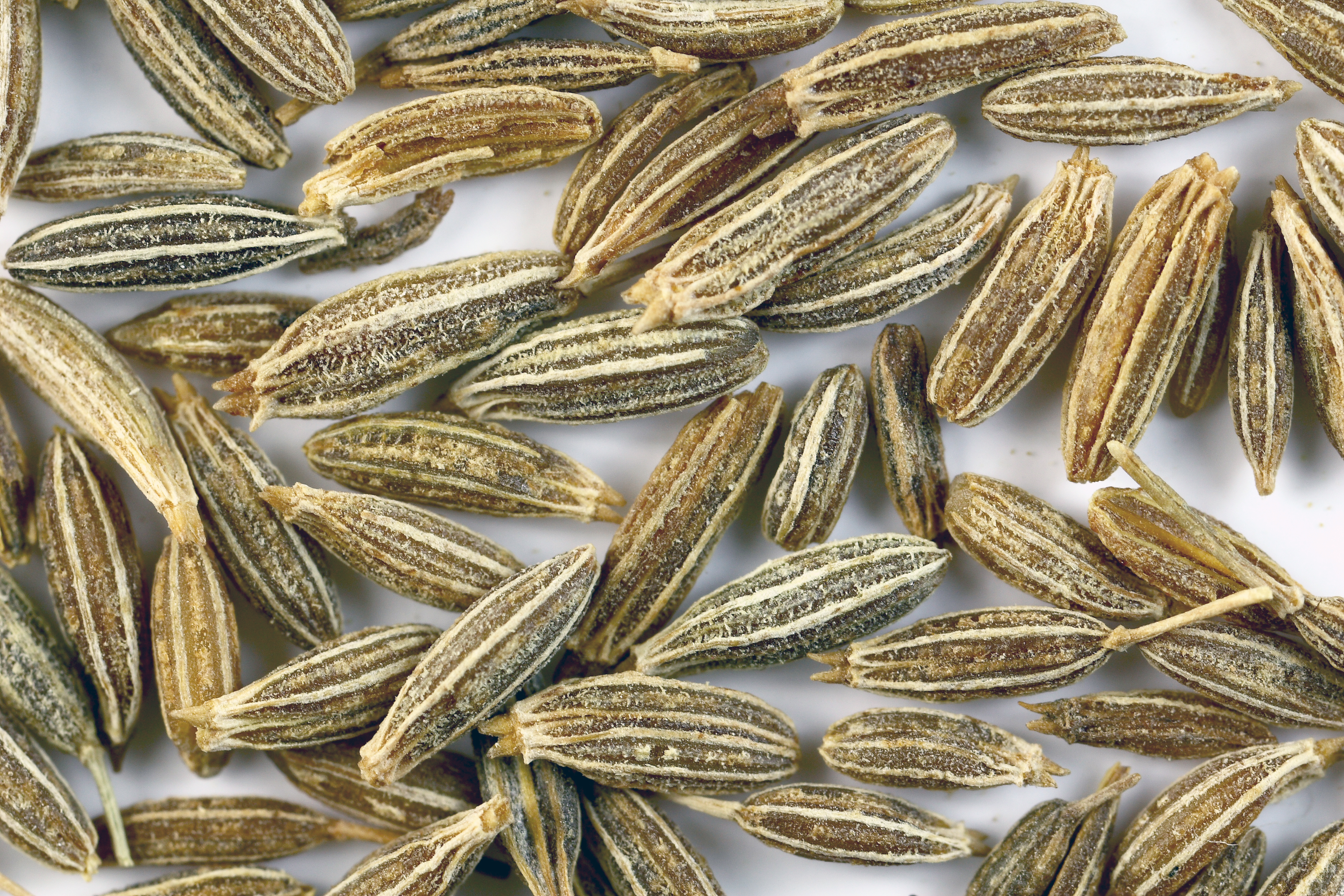
Fruits de Cumin (Cuminum cyminum).
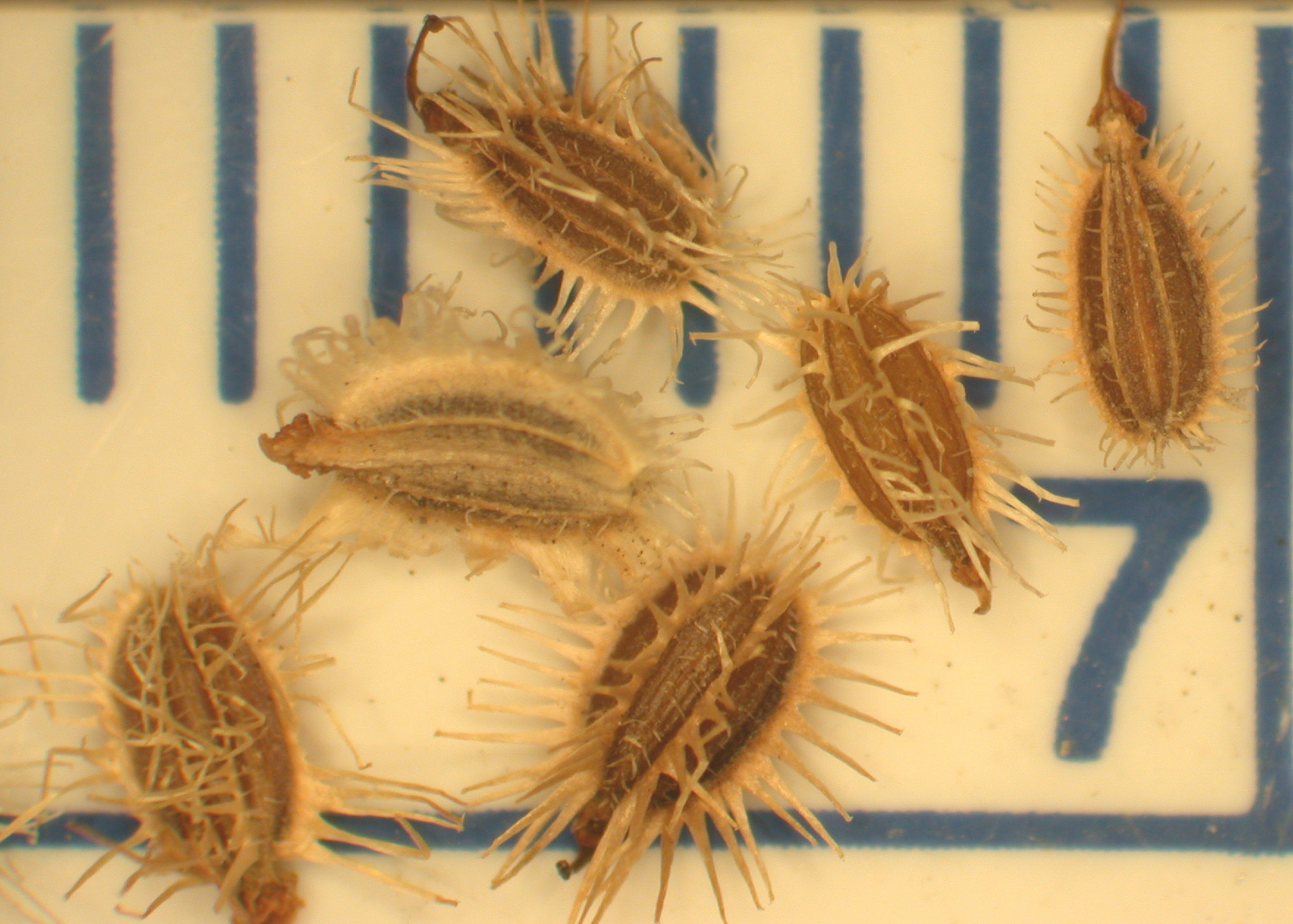
Fruits de Carotte (Daucus carota).
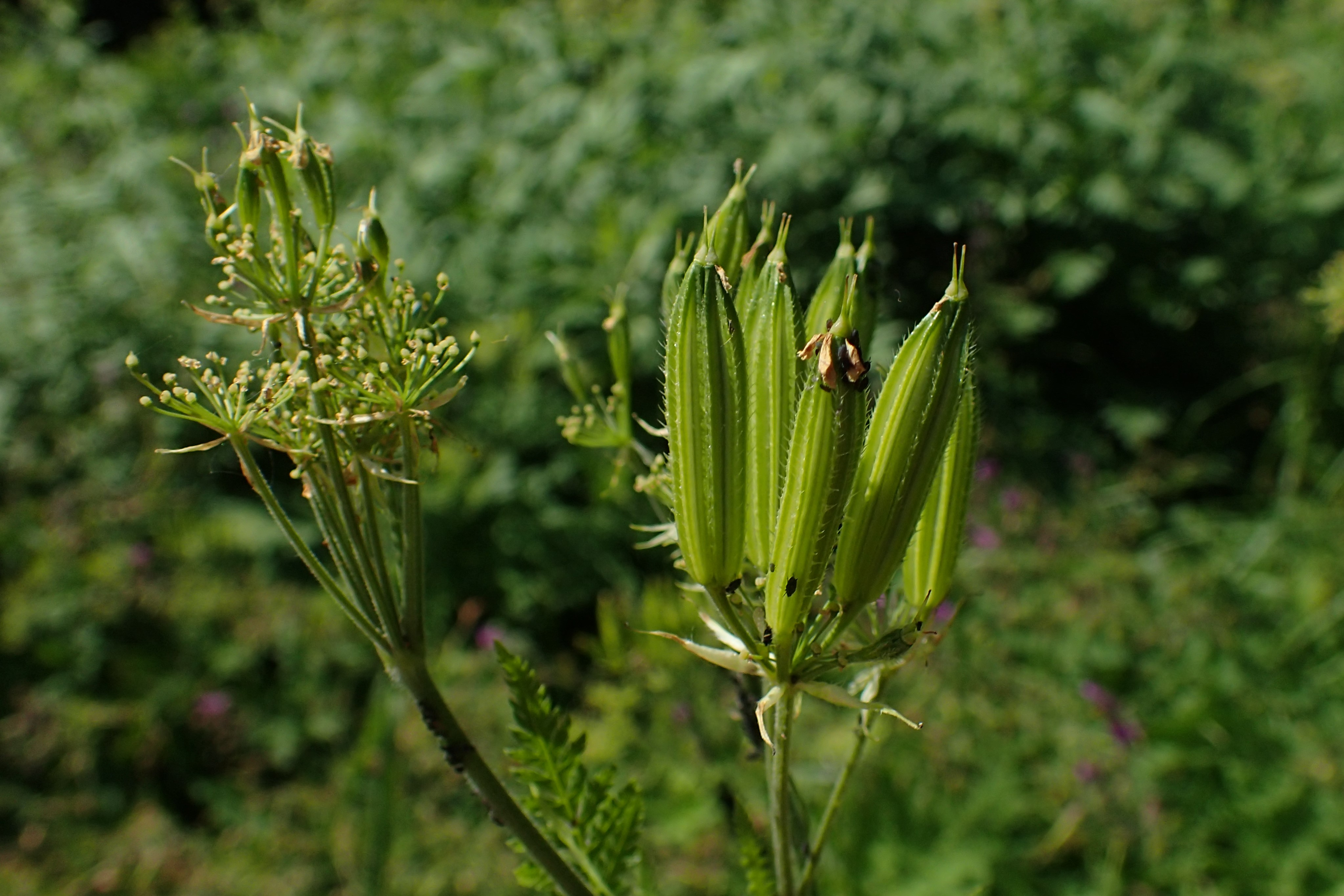
Fruits de Cerfeuil musqué (Myrrhis odorata).